# Fundata, Brașov
Fundata este satul de reședință al comunei cu același nume din județul Brașov, Transilvania, România. Începând cu data de 16 iulie 1973 satul Fundata (Brașov), alături de alte 13 localități, se declara, experimental, sat de interes turistic denumit „sat turistic”.

## Date geografice
Situată la altitudinea de 1360 m, Fundata este localitatea situată la cea mai înaltă altitudine din țară. Aflată la mijlocul distanței intre Bran și Rucăr, pe culoar, aceasta este străjuită de munții Bucegi și munții Piatra Craiului.

## Obiective turistice
- În apropierea localității Fundata se pot vizita numeroase obiective naturale: Parcul Național Piatra Craiului - Trasee în Piatra Craiului, Prăpăstiile Zărneștilor, Cheile Moieciului, Cheile Grădiștei, Rezervațiile naturale La Chișătoare, Peștera și Cheile Dâmbovicioara, Peștera cu lilieci din satul Peștera, Satul Șirnea, Barajul Pecineagu, Lacul Vidraru.
- Monumentul Eroilor Români din Primul Război Mondial. Monumentul este amplasat în curtea dispensarului din comuna Fundata, fiind ridicat în memoria eroului Gheorghe Poenaru-Bordea, căzut în Primul Război Mondial. Monumentul a fost ridicat din inițiativa Societății „Mormintele Eroilor“ și este realizat din piatră, iar împrejmuirea este asigurată de piloni uniți cu lanțuri. Obeliscul are ca ornament, în partea superioară și centrală, un chenar sculptat cu motive fitomorf. În partea inferioară este fixată o placă de bronz cu basorelief – atacul infanteriei. Pe latura frontală este săpată în piatră o inscripție aurită: „Eroului colonel Gheorghe Poenaru-Bordea, cel dintâi ofițer căzut vitejește pentru strămutarea acestui hotar, 14 august 1916“.

## Personalități
- Silvia Popovici (1933-1993), actriță română, s-a născut la Fundata.

## Imagini

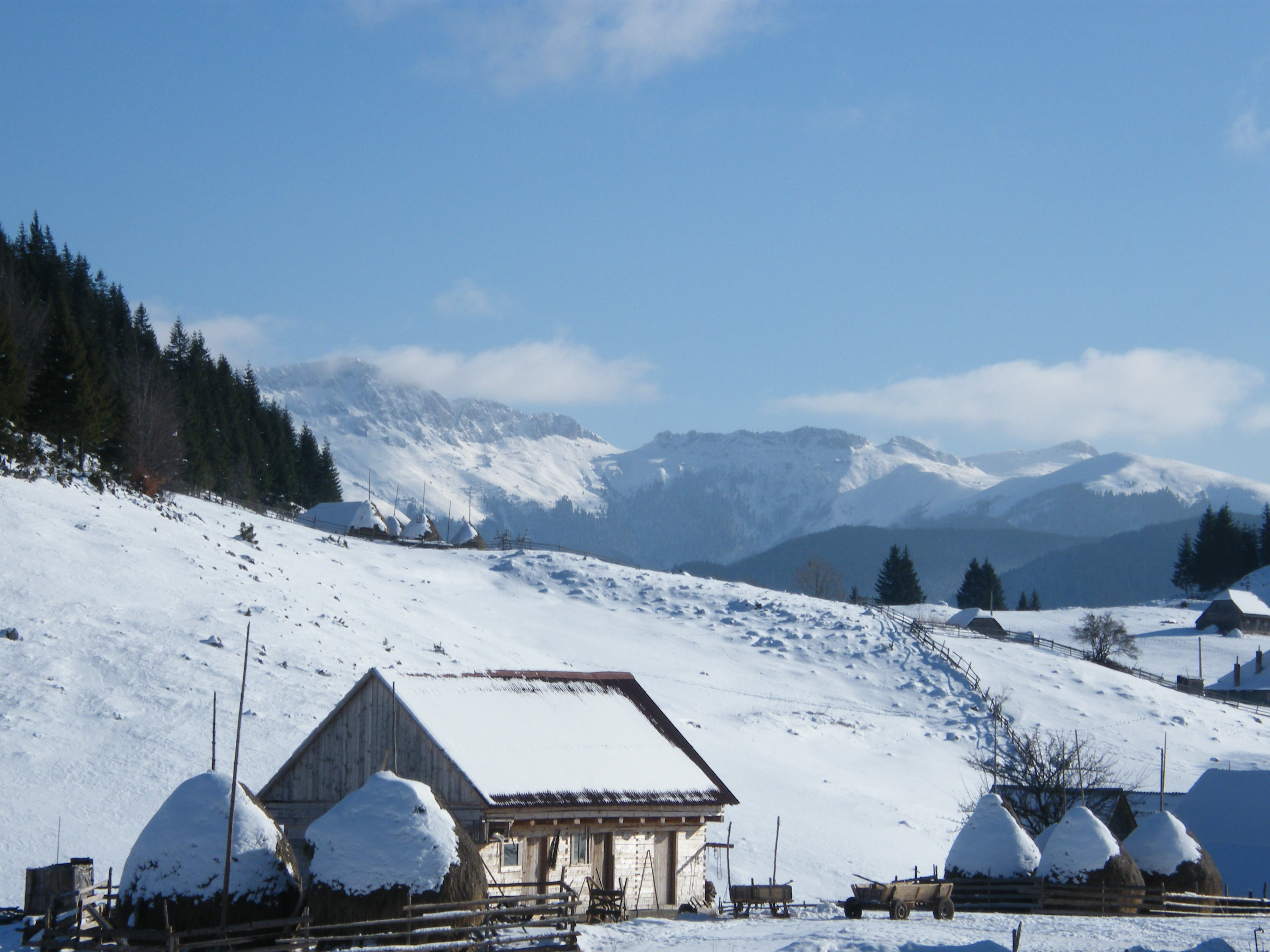
Fundata, muntii Bucegi, iarna
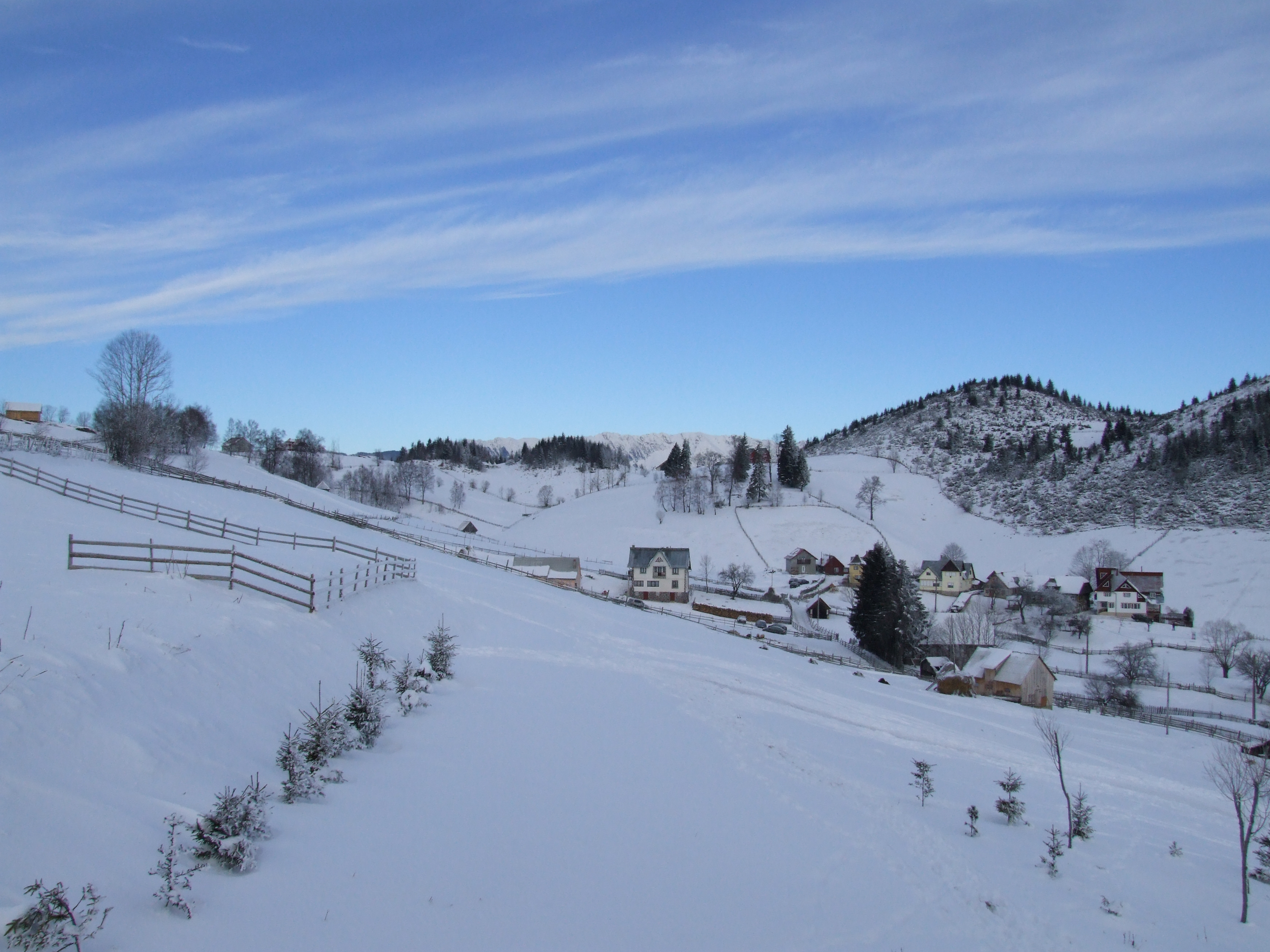
Fundata, seara de iarna
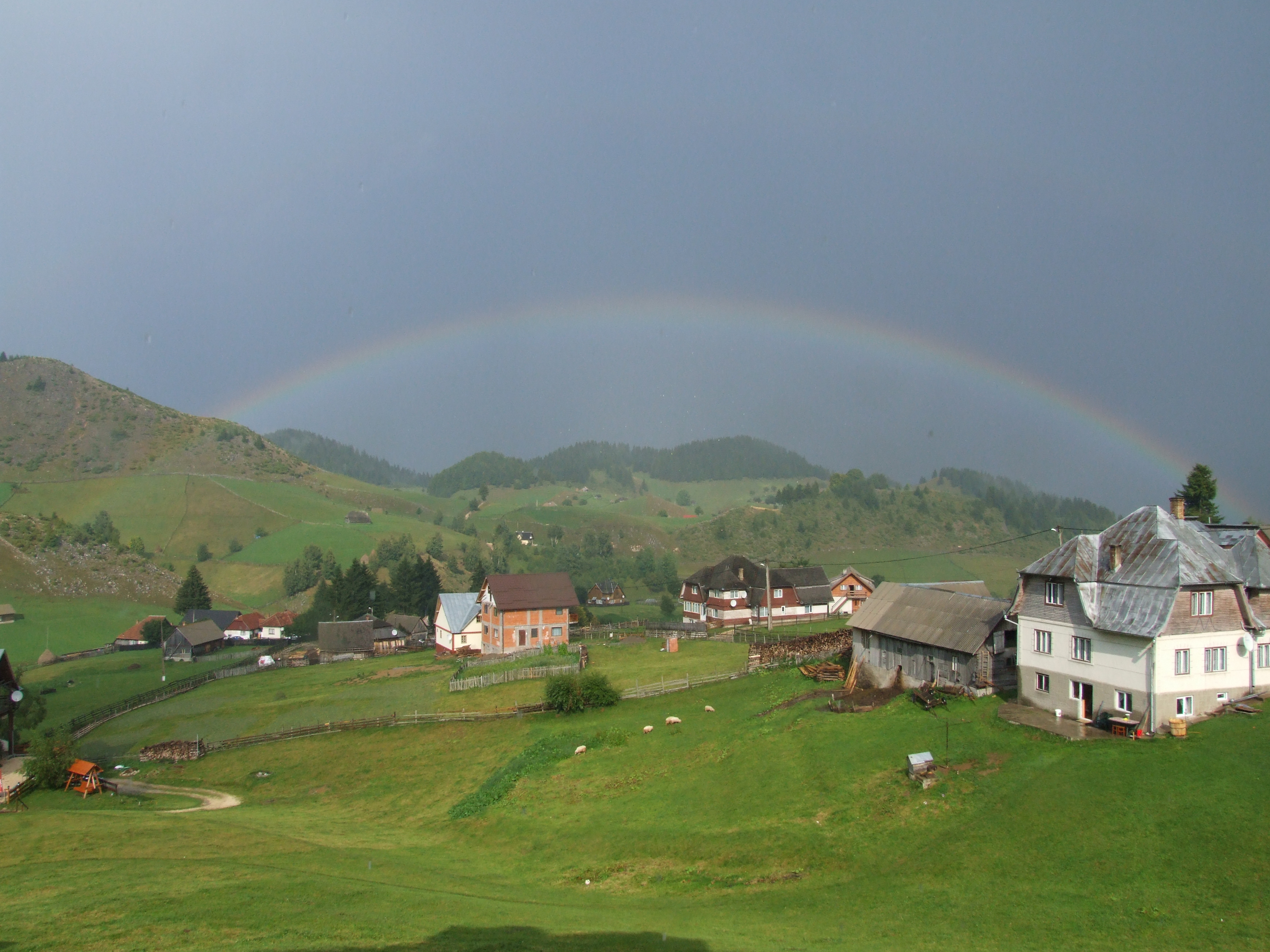
Fundata, dupa ploaie